# Hlavní nádraží (metropolitana di Praga)
Hlavní nádraží è una stazione della linea C della metropolitana di Praga.

## Storia
La stazione è stata attivata il 9 maggio 1974, come parte della sezione originale della linea C tra Sokolovská e Kačerov.

## Strutture e impianti
La stazione è sotterranea ed è dotata di due binari, serviti da una banchina centrale.

## Servizi
La stazione è dotata di ascensori per le persone a mobilità ridotta.
- Biglietteria
- Servizi igienici

## Interscambi
- Fermata autobus (linee 101 e 135)[2]
- Fermata tram (linee 15, 26, 29 e 35)[2]
- Stazione ferroviaria (Praga Centrale, sulle linee S2, S3, S7, S8, S9, S22, S88, R9, R10, R16, R17, R18, R19, R20, R21, R26, R41, R43 e R49 del servizio ferroviario suburbano di Praga)[2]